# Paraleptomesochra wellsi
Paraleptomesochra wellsi är en kräftdjursart. Paraleptomesochra wellsi ingår i släktet Paraleptomesochra och familjen Ameiridae. Inga underarter finns listade i Catalogue of Life.